# هنگلان
هنگلان (به لاتین: Henglan) یک شهرک در جمهوری خلق چین است که در ژونگشان واقع شده‌است. هنگلان ۷۶٫۰ کیلومتر مربع مساحت و ۱۰۳٬۱۳۵ نفر جمعیت دارد.